# Heptasaurus
Heptasaurus — вимерлий рід темноспондилів родини Mastodonsauridae, що існував на території Німеччини за середнього тріасового періоду. Валідність цього роду дискутується; деякі дослідники схиляються до думки, що Heptasaurus — молодший синонім Mastodondaurus.

## Історія
Вид cappelensis (як Mastodonsaurus cappelensis) було вперше згадано Вепфером ще 1922-го року, однак формального опису таксона не було проведено до 1923-го. До окремого роду виділено Säve-Söderbergh (1935). Romer (1965) й Welles & Cosgriff (1965) вважали діагностичні характеристики Heptasaurus недостатніми для розрізнення на родовому рівні, проте ця назва й надалі мала доволі широке застосування, нехай обґрунтовувалось це значною мірою через стратиграфічну (H. cappelensis походить із анізійських порід, а найдавніші відомі рештки M. giganteus - із ладинських), а не морфологічну відмінність. Шох (1999) застосував для ідентифікації нових зразків мастодонзавра такі відмінності від Heptasaurus: менший розмір очних ямок (й корельоване з ним розширення лобових і виличних) і ширший кінець морди останнього. Damiani (2001) натомість відносив вид cappelensis до мастодонзавра, вказуючи, що при умові збільшення відносного розміру очних ямок цієї тварини впродовж онтогенезу морфологія Heptasaurus втрачає таксономічну значущість, оскільки менший розмір орбіт є очікуваним для молодих особин мастодонзавра (довжина черепа Heptasaurus зазвичай не складає навіть 50 см, а M. giganteus — перевищує 50 см). 2023 року, Шох і колеги переописали M. cappelensis і підтвердили належність цього виду до Mastodonsaurus.

## Систематика
Положення Mastodonsauridae відносно Capitosauridae диспутовано. Якщо ці дві родини є відмінними, то Heptasaurus — наразі єдиний відомий потенційний член Mastodonsauridae у вузькому сенсі крім Mastodonsaurus.